# Boudinotiana
Boudinotiana is een geslacht van vlinders van de familie spanners (Geometridae), uit de onderfamilie Archiearinae.

## Soorten
- B. notha

Oranje espenspanner (Hübner, 1803)
- B. puella (Esper, 1787)
- B. touranginii (Berce, 1870)